# كريستين بنينج
كريستين بنينج (بالإنجليزية: Christine Benning) هي منافسة ألعاب القوى بريطانية، ولدت في 30 مارس 1955.

## وصلات خارجية
- كريستين بنينج على موقع الاتحاد الدولي لألعاب القوى (الإنجليزية)
- كريستين بنينج على موقع أوليمبيديا (الإنجليزية)